# 建国駅 (平壌市)
建国駅（コングクえき、けんこくえき）は、朝鮮民主主義人民共和国平壌市にある、平壌地下鉄革新線の駅である。平南線普通江駅との乗換駅。平壌市内全域を描いた壁画がある。

## 駅構造

### 駅舎
2階建で、出入口の上にはアナログ式時計が設けられている。

### ホーム

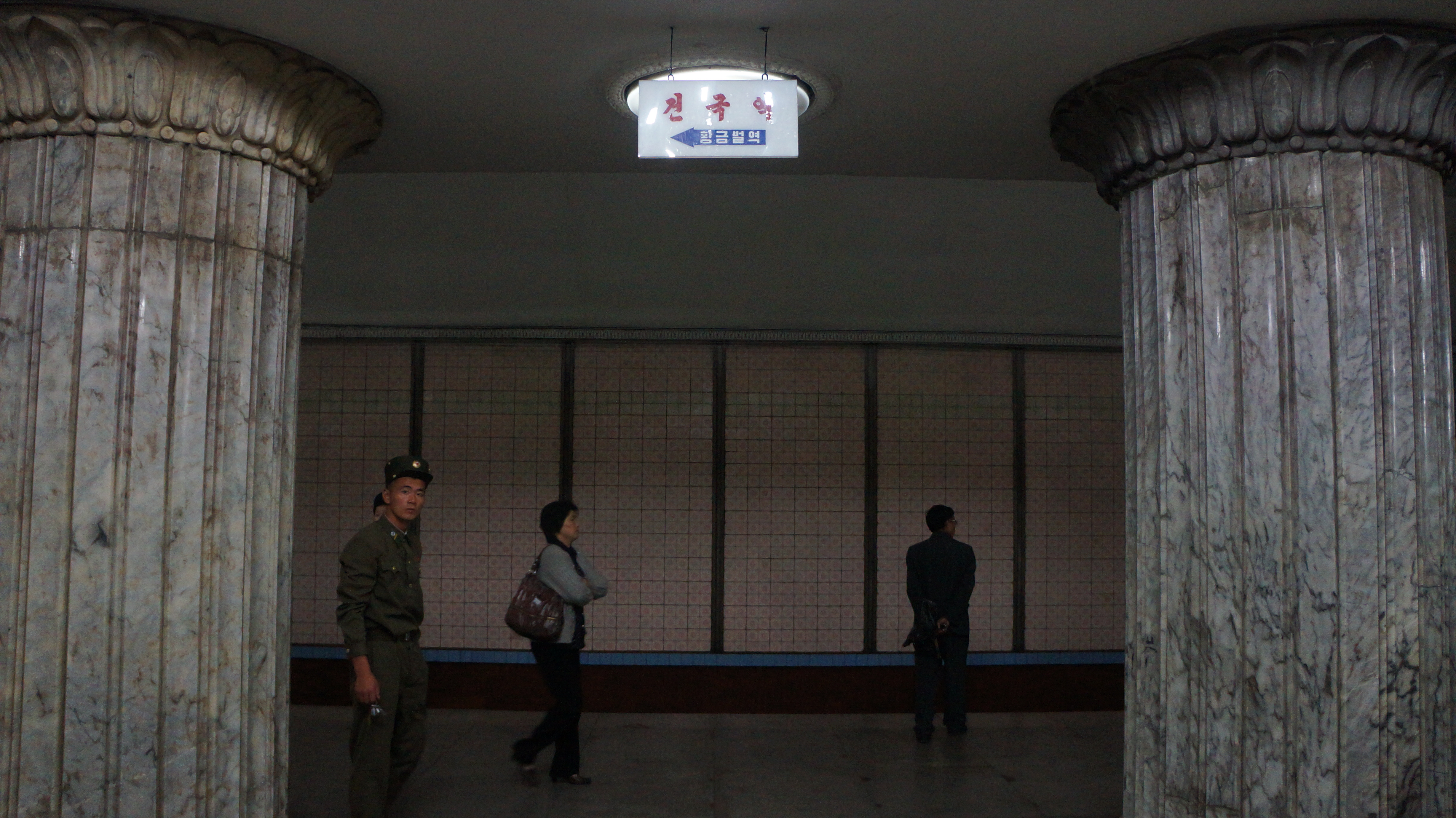
駅ホームの大理石製の柱

島式、1面2線のプラットホームである。他の駅には無い大理石製の柱があるほか、幅30mにも及ぶ日本からの解放を描いたモザイク画がある。ホームには、『労働新聞』が掲示されている。

## 駅周辺
- 普通江

## 歴史
1978年9月9日、光復駅-黄金原駅間の開業に伴い開業した。

## 隣の駅
平壌地下鉄
革新線
光復駅 - 建国駅 - 黄金原駅